# World Press Photo

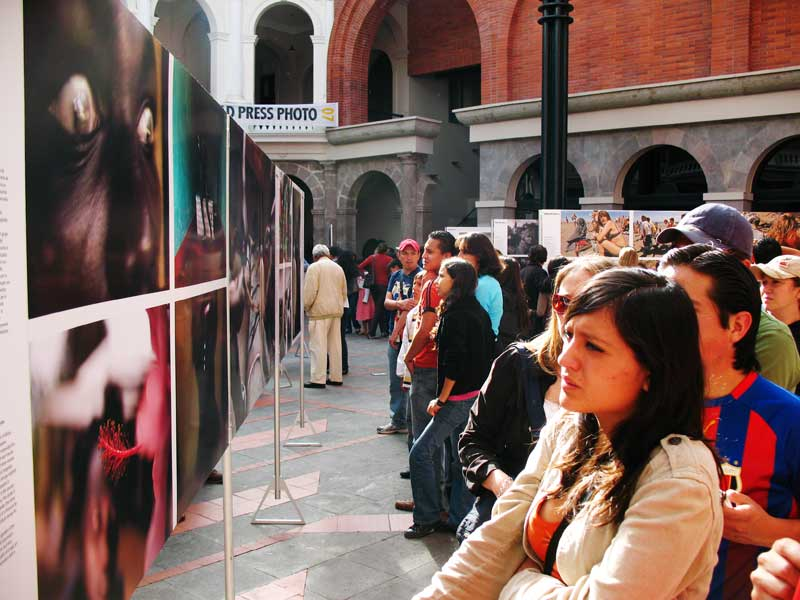
Návštěvníci výstavy

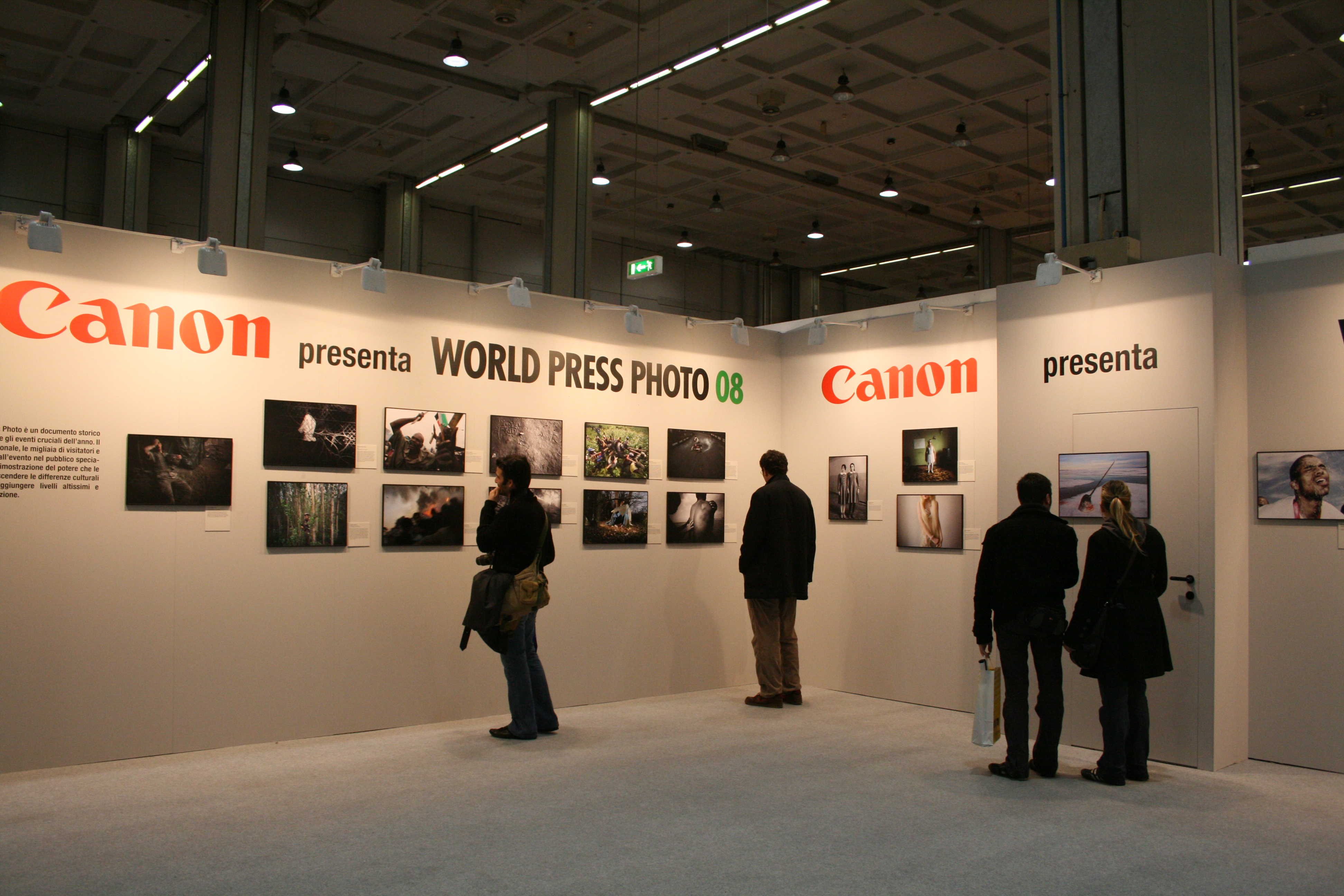
WPP v Miláně 2008

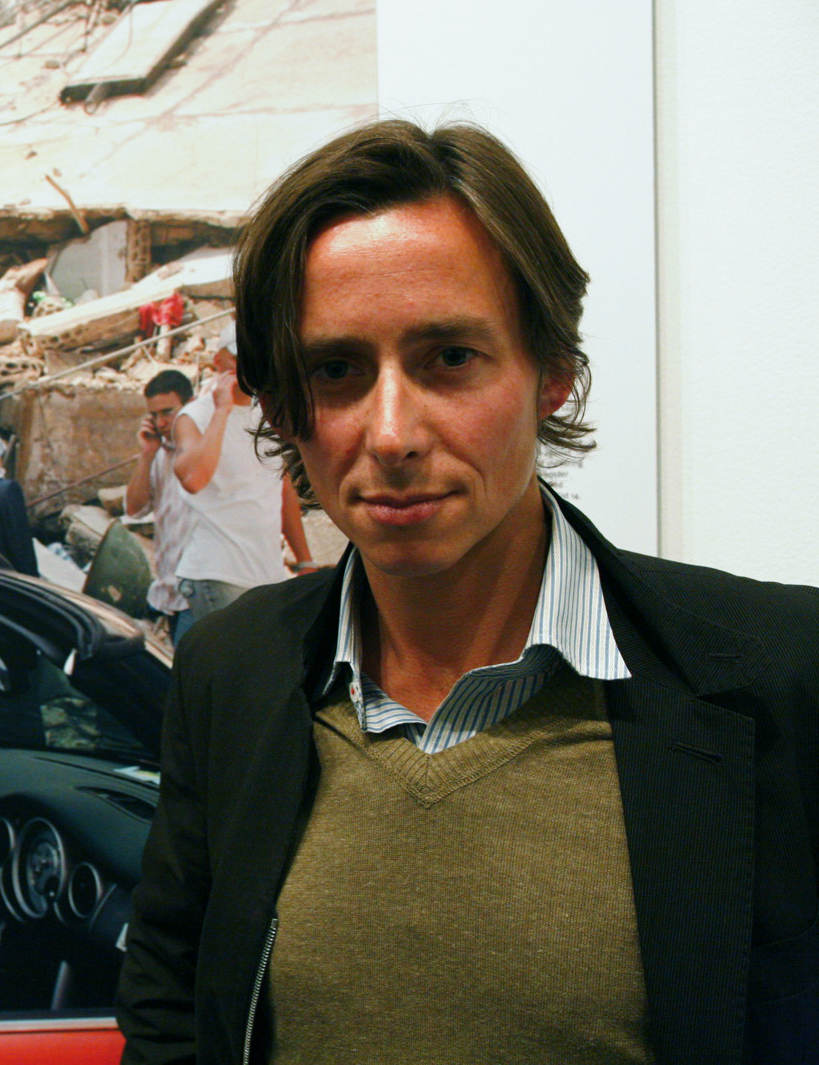
Spencer Platt se svou vítěznou fotografií na WPP 2006

World Press Photo (lze přeložit jako mezinárodní žurnalistická fotografie), založená v roce 1955, je nezávislá nezisková organizace s kanceláří v Amsterdamu v Nizozemsku. Je známá každoročním pořádáním největší a nejprestižnější mezinárodní soutěže o nejlepší reportážní fotografii. Po vyhlášení výsledků je z vítězných fotografií sestavena putovní výstava, již navštěvují miliony lidí ve 40 zemích světa. Ročenka mapující vítězné příspěvky je následně publikována v šesti jazycích.
Kromě hlavní ceny jsou v současnosti udělována ocenění v následujících kategoriích (vždy dvojice cen za samostatnou fotografii a sérii):
- Spot News (aktualita)
- General News (reportáž)
- People in the News (lidé a události)
- Sports Action (sportovní událost)
- Sports Features (sport)
- Contemporary Issues (aktuální problém)
- Daily Life (každodenní život)
- Portraits (portréty)
- Arts and Entertainment (umění)
- Nature (příroda)

Dalším důležitým cílem organizace World Press Photo je podpořit vývoj žurnalistické fotografie a povzbudit „volnou a neomezenou výměnu informací“. Angažuje se také v projektech po celém světě: seminářích, workshopech a výročních Joop Swart Masterclass (sejde se 12 „nadějných mladých fotografů“).

## Historie

### Česká stopa
V roce 1958 získal hlavní cenu český fotograf Stanislav Tereba za snímek z fotbalového zápasu v kategorii World Press Photo of the Year a Sport. V témže roce získal v Haagu 1. cenu v kategorii Features další český fotograf Vilém Kropp za snímek Provinilec, na němž zachytil dítě v mateřské školce, které kárá učitelka. V roce 1992 obdržel český fotograf Pavel Štecha druhou cenu World Press Photo za fotografii Václava Havla naslouchajícího u obrazu Mistra Theodorika. V roce 1994 získal český fotograf Tomki Němec 3. místo v kategorii Daily life za fotografii Černý trh v Havaně, která byla pořízena na Kubě a v roce 1991 byla fotografie stejného autora Václav Havel překvapený mořskou vlnou v Portugalsku zařazena do putovní výstavy World Press Photo 1991. 
Roman Sejkot získal také v roce 1994 třetí cenu v kategorii Sportovní příběhy za sérii snímků Bronislava Zemka, muže s Downovým syndromem, který překonává svůj strach z vody.
Česko-americký fotograf Antonín Kratochvíl získal v roce 1997 první místo v kategorii portréty série za snímky amerického herce Williama Dafoea a v roce 2003 pak hned dvě ocenění - první místo v kategorii reportáž samostatný snímek za fotografii z barmské věznice a první místo v kategorii příroda samostatný snímek za fotografii ženy prodávající maso z divokých zvířat na trhu v Kongu.
V roce 2004 pak získal český fotograf Jan Šibík třetí místo v kategorii sport série za snímky tradičního indického zápasu. V roce 2012 získal Roman Vondrouš první cenu v kategorii Sportovní akce za sérii fotografií z Velké pardubické jako fotoreportér ČTK. Michael Hanke získal v roce 2016 druhou cenu v kategorii Sportovní příběhy za sérii fotografií z českých mládežnických šachových turnajů a v roce 2018 druhou cenu ve stejné kategorii za sérii deseti fotografií z cyklu Nikdy ho neviděli brečet, dokumentující život handicapovaného sportovce Zdeňka Šafránka.
Putovní výstava vítězných snímků se od roku 1990 objevuje i v Praze.
V Česku existuje regionální alternativa nazvaná Czech Press Photo, která vznikla roku 1995 z iniciativy fotografických publicistů Daniely Mrázkové a Vladimíra Remeše.

## Ročníky

### 2012
Zúčastnilo se 5666 profesionálních fotografů ze 124 zemí, kteří zaslali 103 481 snímků. Vítěz každé kategorie získává 1500 eur a autor fotografie roku dalších 10 000 eur.

### 2011
Zúčastnilo se 5247 fotografů ze 124 států, kteří předložili 101 254 fotografií.
Druhou cenu v kategorii Lidé ve zprávách získal student Institutu tvůrčí fotografie Tomasz Lazar za černobílou fotografii ukazující zatýkání lidí protestujících v newyorském Harlemu proti agresi policie a nerovnosti příjmů. Snímek je součástí cyklu Spojené státy dluhů, ukazující různé formy protestů v rámci akce Occupy Wall Street.

## Vítězové World Press Photo

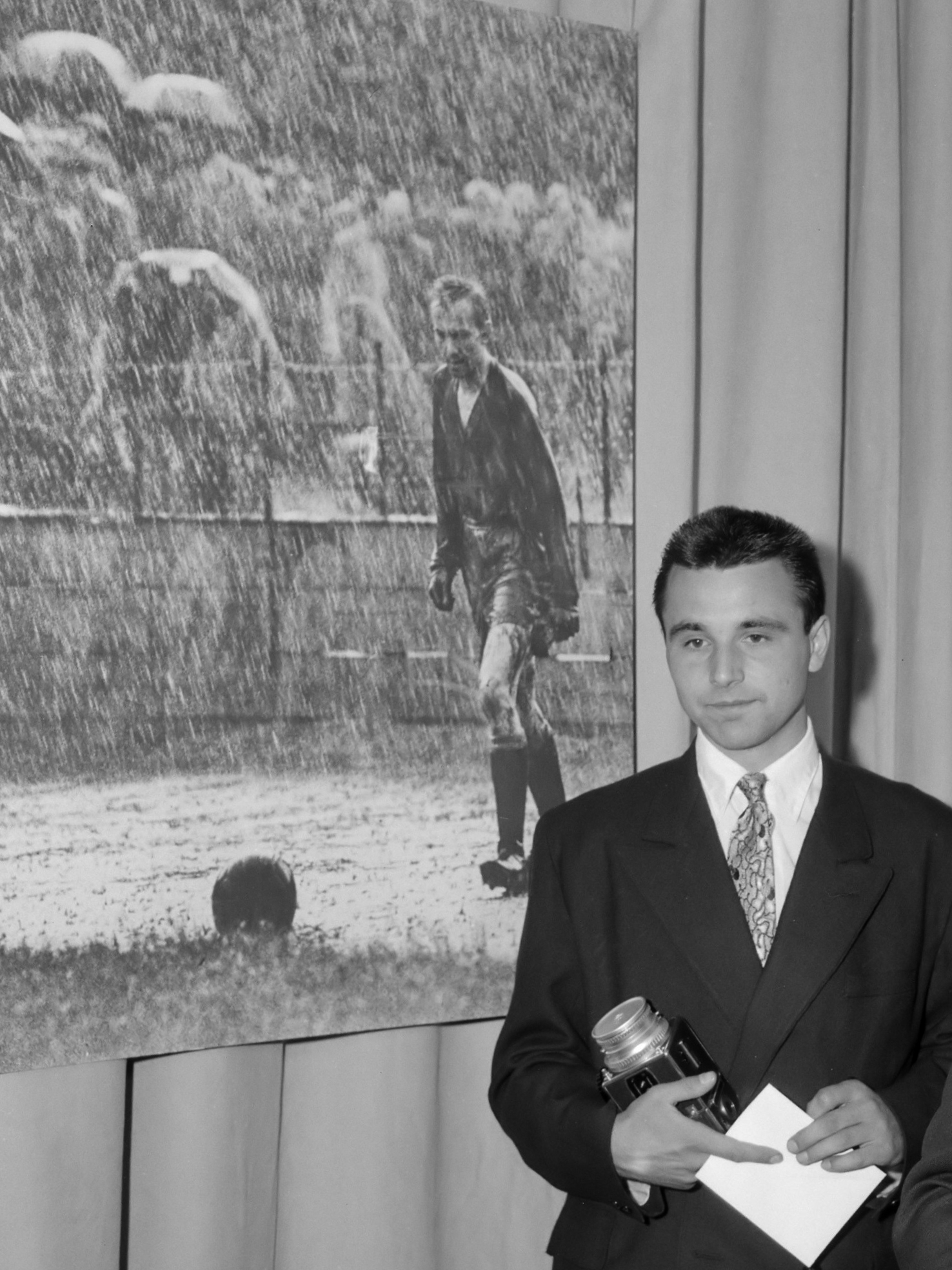
Stanislav Tereba vyhrál v roce 1958 v kategorii World Press Photo of the Year a Sport

- 2024 – Mohammed Salem, Izraelská invaze do Pásma Gazy: Fotografie zobrazuje ženu, která drží tělo své neteře, jež byla zabita izraelským leteckým útokem ve městě Chán Júnis.[6][7][8][9]
- 2023 – Jevhen Maloljetka za fotografii raketového útoku na nemocnici v Mariupolu. Fotografie zachycuje těhotnou ženu, která byla při ostřelování kliniky vážně zraněna a je odnášena pomocníky. Krátce poté žena i nenarozené dítě zemřely.[10][11][12]
- 2022 – Amber Brackenová (Kanada, Kamloops Residential School) za fotografii ukazující dětské oblečení zavěšené na křížích připomínajících více než dvě stě dětí, které zemřely na špatné zacházení, zanedbávání a nemoci v indické škole Kamloops v Britské Kolumbii.[13]
- 2021 – Mads Nissen (Dánsko) (The First Embrace) za fotografii prvního objetí, které Rosa přijala za pět měsíců kvůli koronaviru. V březnu se pečovatelské domy v Brazílii kvůli pandemii covidu-19 zavřely pro všechny návštěvníky, což milionům Brazilců bránilo navštívit své starší příbuzné. Asistentům bylo nařízeno omezit fyzický kontakt se zranitelnými lidmi na minimum.[14]
- 2020 – Jasujoši Čiba za fotografii zobrazující mladého muže, který recituje protestní básně během nočního výpadku proudu v Chartúmu dne 19. června 2019. Je obklopen mnoha lidmi, kteří ho osvětlují svými mobilními telefony a skandují slogany pro obnovení civilní vlády. V době násilí a konfliktů předseda poroty záměrně vybral fotografii, která symbolizuje naději a neznázorňuje válku a násilí.[15]
- 2018 – John Moore za snímek plačící honduráské holčičky, jejíž matku kontrolují američtí pohraniční úředníci, (imigrační politika Donalda Trumpa), McAllen, Texas (fotografie).[16]
  - Michael Hanke získal druhou cenu v kategorii Sport, za sérii 10 fotografií z cyklu Nikdy ho neviděli brečet, dokumentující život handicapovaného sportovce Zdeňka Šafránka.
- 2017 – Ronaldo Schemidt (AFP) za snímek hořícího Venezuelana.[17][18][19]
- 2016 – Burhan Ozbilici za snímek Mevlüt Mert Altıntaşe po atentátu na Andreje Karlova.[20]
  - Michael Hanke získal druhou cenu v kategorii Sportovní příběhy za sérii fotografií z českých mládežnických šachových turnajů.
- 2015 – Warren Richardson za snímek běžence předávajícího kojence dírou v plotě na maďarsko-srbských hranicích.
- 2014 – Mads Nissen za snímek dvojice gayů v Rusku.
- 2013 – John Stanmeyer za snímek imigrantů lovících signál.[21]
  - Jana Ašenbrennerová získala čestné uznání v kategorii Každodenní život série za sérii fotografií z LGBT osob ve Rwandě.
- 2012 – Paul Hansen za pohřební průvod nesoucí dvě palestinské děti zabité při leteckém útoku.[22]
  - Roman Vondrouš získal první cenu v kategorii Sportovní akce za sérii fotografií z Velké pardubické jako fotoreportér ČTK.[23][24]
- 2011 – Samuel Aranda, pracující pro New York Times, za snímek z nepokojů v Jemenu.[25]
- 2010 – Jodi Bieberová za portrét afghánské ženy, které její manžel uřízl nos a uši.[25]
- 2009 – Pietro Masturzo
- 2008 – Anthony Suau
- 2007 – Tim Hetherington
- 2006 – Spencer Platt za snímek Mladí Libanonci ve vybombardovaném Bejrútu.[26]
- 2005 – Finbarr O'Reilly
- 2004 – Arko Datta
- 2003 – Jean-Marc Bouju
  - Jan Šibík získal třetí cenu v kategorii Sportovní příběhy za sérii fotografií Tradiční indický zápas fotografovanou pro časopis Reflex[27][28]
- 2002 – Eric Grigorian
- 2001 – Erik Refner
- 2000 – Lara Jo Regan
- 1999 – Claus Bjørn Larsen
- 1998 – Dayna Smith
- 1997 – Hocine
- 1996 – Francesco Zizola
- 1995 – Lucian Perkins
- 1994 – James Nachtwey
  - Roman Sejkot získal třetí cenu v kategorii Sportovní příběhy[29]
- 1993 – Larry Towell
- 1992 – James Nachtwey
- 1991 – David Turnley
- 1990 – Georges Merillon
- 1989 – Charlie Cole
- 1988 – David Turnley
- 1987 – Anthony Suau
- 1986 – Alon Reiningen
  - Zdeněk Lhoták: Jeho série jedenácti černobílých fotografií z obvodní Spartakiády v Praze 1985 získala 2. cenu v kategorii Sport seriál.[30]
- 1985 – Frank Fournier
- 1984 – Pablo Bartholomew
- 1983 – Mustafa Bozdemir
- 1982 – Robin Moyer
- 1981 – Manuel Perez Barriopedro

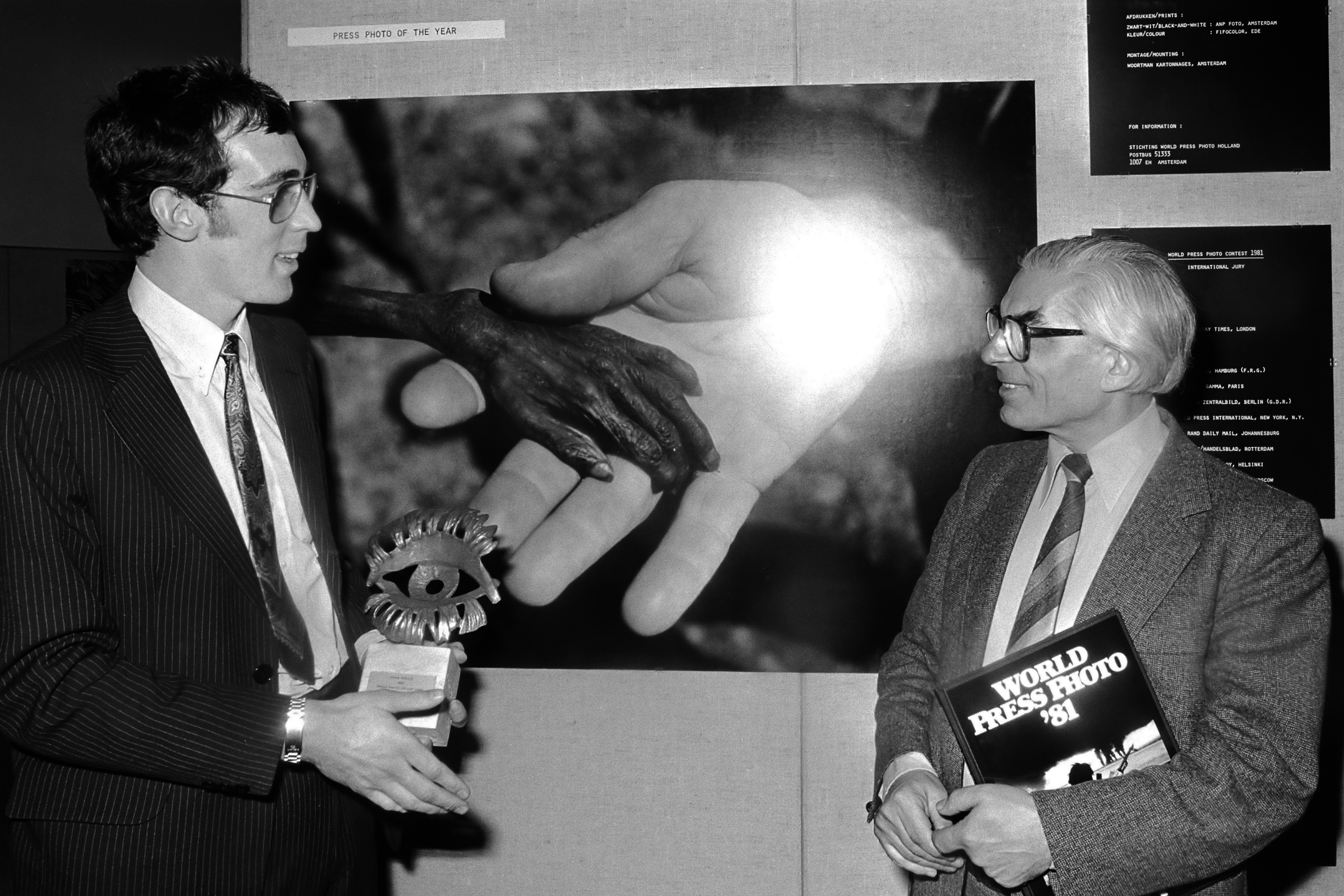
Mike Wells dostává cenu WPP za fotografii ruky bílého misionáře v Ugandě, jak bere velmi tenkou ruku hladovějícího afrického dítěte

- 1980 – Mike Wells za fotografii ruky bílého misionáře v Ugandě, jak bere velmi tenkou ruku hladovějícího afrického dítěte
- 1979 – David Burnett
- 1978 – Sadajuki Mikami
- 1977 – Leslie Hammond

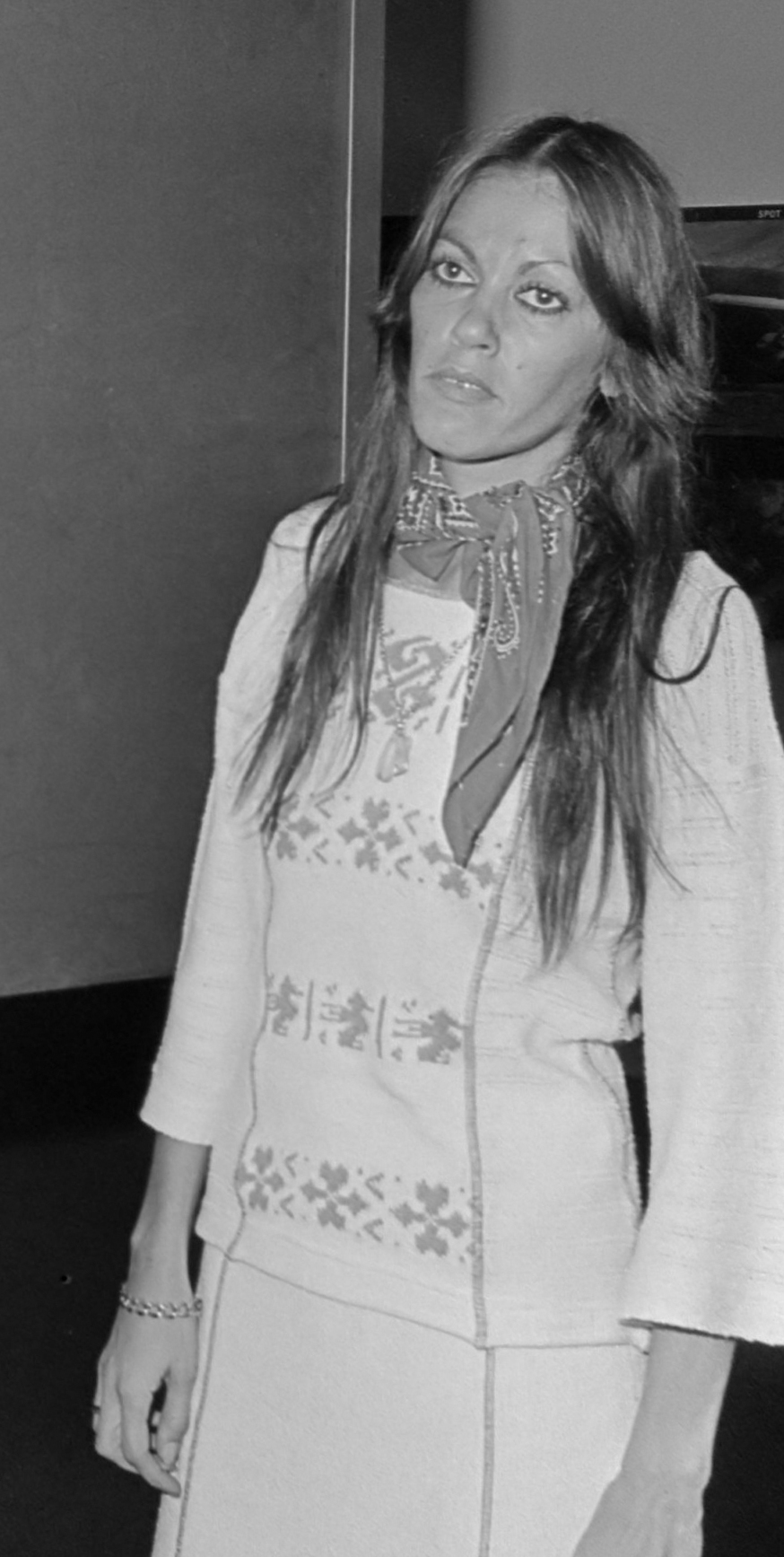
Françoise Demulder, první žena, která získala WPP

- 1976 – Françoise Demulder, první žena, která získala WPP.
- 1975 – Stanley Forman
- 1974 – Ovie Carter
- 1973 – Orlando Lagos
  - Bedřich Kocek získal 3. cenu v kategorii zpravodajství za snímek arabského obchodníka v Egyptě, který bičem odhání děti.[31]
- 1972 – Nick Ut za snímek Phan Thị Kim Phúc, kterou zachytil jako nahou 9letou dívku popálenou napalmem běžící směrem k fotoaparátu po silnici u vesnice Trang Bang v průběhu vietnamské války.
  - Václav Jirsa získal druhé místo v kategorii Photo Sequences za sérii snímků z Velké pardubické.[32]

- 1971 – Wolfgang Peter Geller
- 1969 – Hans-Jorg Anders
- 1968 – Eddie Adams
- 1967 – Co Rentmeester
- 1966 – Kjóiči Sawada
- 1965 – Kjóiči Sawada
- 1964 – Don McCullin
- 1963 – Malcolm W. Browne
- 1962 – Hector Rondon Lovera
- 1960 – Jasuši Nagao
- 1959 – Cena nebyla udělena
- 1958 – Stanislav Tereba v kategorii World Press Photo of the Year a Sport
  - Vilém Kropp získal první cenu v kategorii Features za černobílý snímek Provinilec. Na něm zachytil dítě v mateřské školce s rukama v kapsách, které kárá učitelka.[33][34]

- 1957 – Douglas Martin
- 1956 – Helmuth Pirath
- 1955 – Mogens von Haven

## Galerie

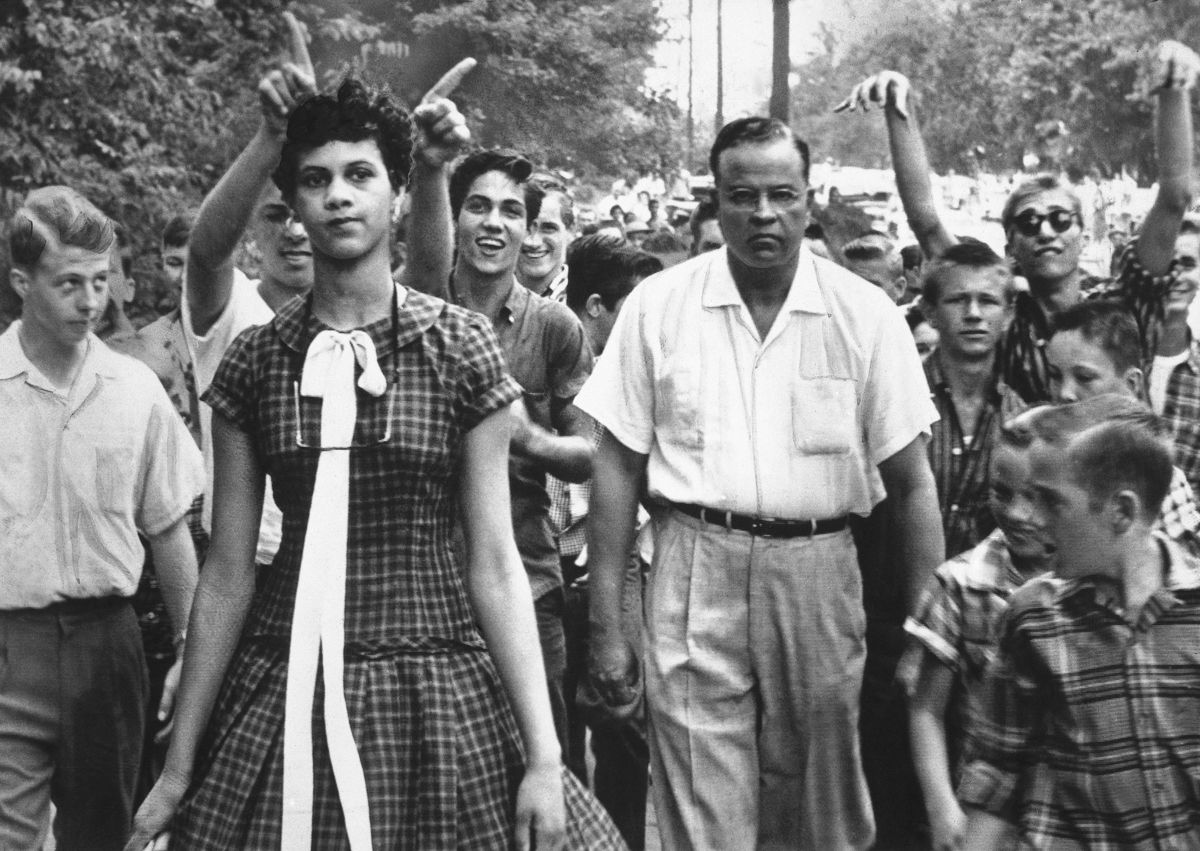
1957: Dorothy Counts
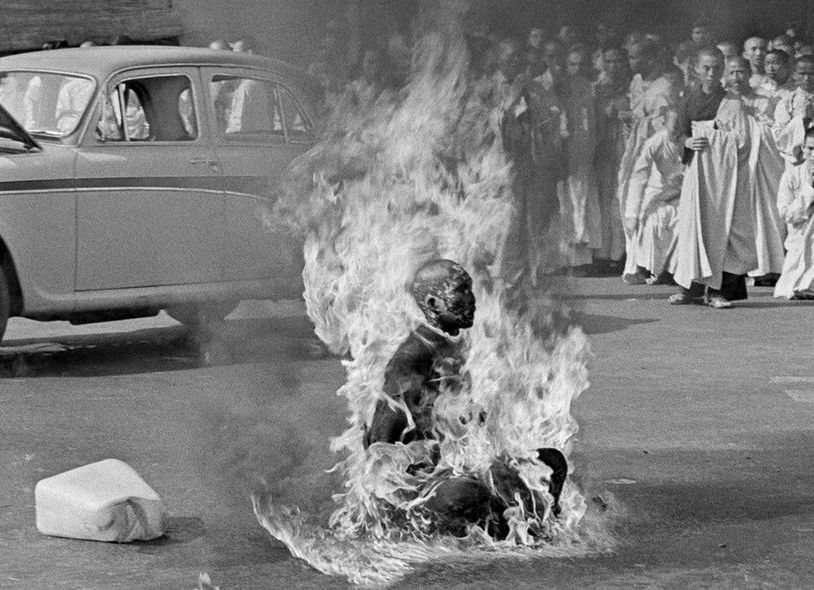
1963: Self-immolation of Thích Quảng Đức
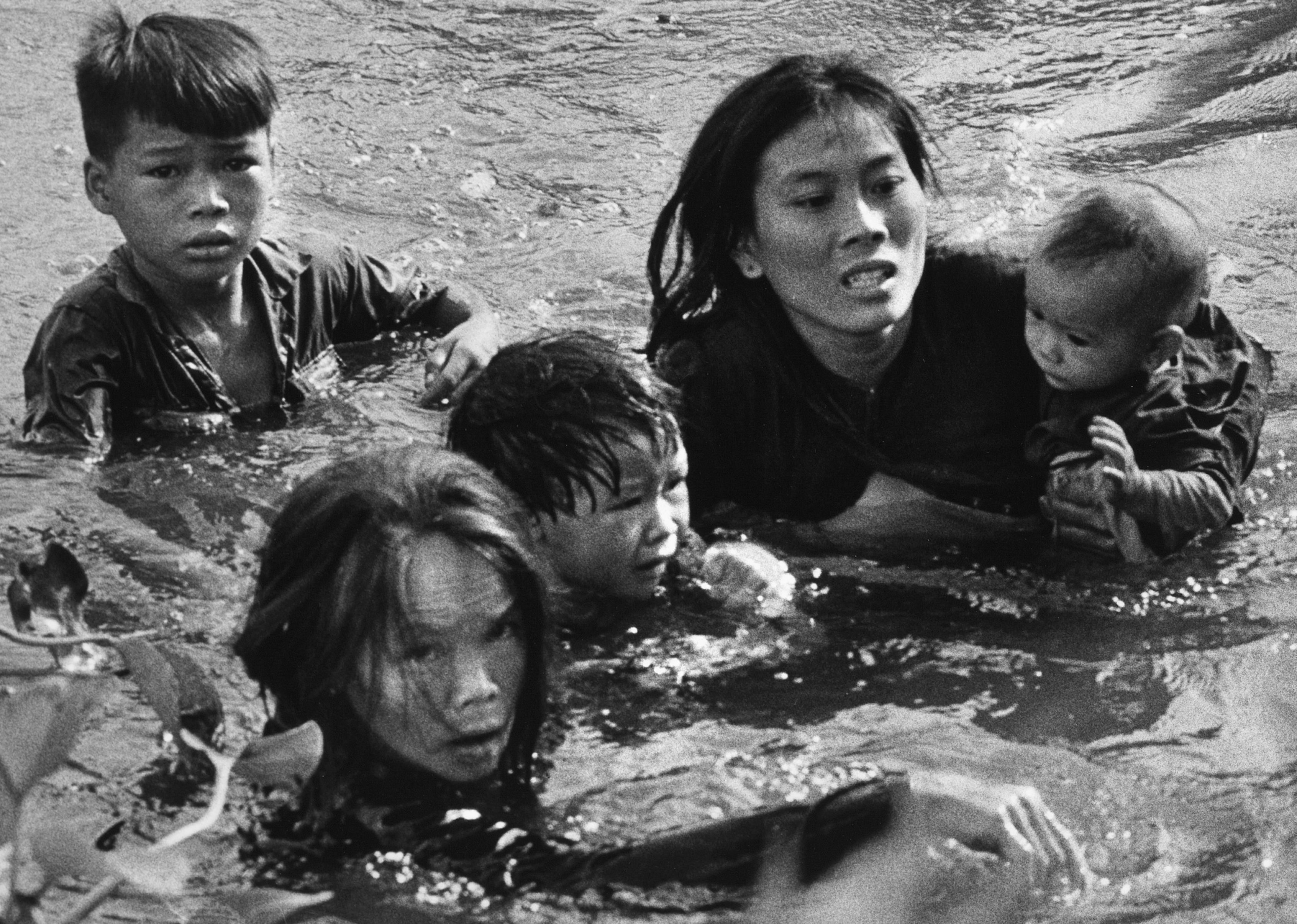
1965: "Flee to Safety"